# Xylocopa esica
Xylocopa esica là một loài Hymenoptera trong họ Apidae. Loài này được Cameron mô tả khoa học năm 1902.